# Valeri Liukin
Valeri Liukin (Kazajistán, 7 de diciembre de 1966) es un gimnasta artístico kazajo, que compitió representado a la Unión Soviética consiguiendo ser dos veces campeón olímpico en 1988 y en otras dos ocasiones, campeón del mundo en 1987 y 1991.

## Carrera deportiva
En el Mundial de Róterdam 1987 gana el oro en el concurso por equipos —la Unión Soviética queda por delante de China y República Democrática Alemana—; sus compañeros del equipo soviético eran: Vladimir Artemov, Yuri Korolev, Vladimir Novikov, Alekséi Tijonkij y Dmitri Bilozerchev.
En los JJ. OO. de Seúl 1988 gana cuatro medallas: oro en barra fija —empatado a puntos con su compatriota Vladimir Artemov—, plata en la general individual —tras, de nuevo, su compatriota Vladimir Artemov (oro) y delante de otro soviético, Dmitry Bilozerchev—, plata en barras paralelas y oro en el concurso por equipos —la Unión Soviética queda por delante de Alemania del Este y Japón—; sus compañeros de equipo fueron: Vladimir Artemov, Dmitri Bilozertchev, Vladimir Gogoladze, Serguéi Járkov y Vladimir Novikov.
En el Mundial de Indianápolis 1991 gana la medalla de bronce en la general individual —tras sus compatriotas Grigory Misutin y Vitaly Scherbo—, y la de oro en el concurso por equipos —la Unión Soviética queda por delante de China (plata) y Alemania (bronce)—; sus cinco compañeros del equipo soviético fueron: Vitaly Scherbo, Grigori Misutin, Alekséi Voropáyev, Igor Korobchinski y Valery Belenky.